# Луїс Барнетт
Луїс Барнетт (англ. Louis Barnett; нар. 2 листопада 1991, Кінвер, графство Стаффордшир) — англійський бізнесмен, один з наймолодших шоколатьє світу, власник шоколадної фабрики Chokolit, яку відкрив у 12 років. Шоколад завжди був його пристрастю, та навряд чи багато хто вірив у те, що одного дня Луїс стане відомим. Він завжди був хворобливим, батьки забрали його зі школи у 11 років. Кар'єра Луїса почалася з замовлень друзів та родичів, які переросли в невеликий сімейний бізнес, зараз компанія виходить на міжнародний рівень

## Ранні роки
Луїс Барнетт народився 2 листопада 1991 року у місті Кінвер, графство Стаффоррдшир. Батьки — Філ та Мері Барнетт. В дитинстві лікарі діагностували хлопчику дислексію (нездатність читати), диспраксію (проблеми з координацією), дискалькулію (нездатність писати) і ряд інших порушень. Навчання завжди давалося йому вкрай важко, тож надій побудувати кар'єру чи вступити в хороший ВНЗ Луїс не плекав. З дитинства Барнетт любив їжу і тварин, тож мріяв стати кухарем або господарем ферми. З 5-6 років він знаходив рецепти різних видів шоколаду та смаколиків, дивився шоу, майстер-класи, програми, де відомі кухарі ділились своїми секретами та пробував втілювати почуте та побачене в життя. Рідні та друзі захоплювались його талантом, в нього з'явились перші замовлення, але до 11 років над започаткуванням бізнесу ніхто не задумувався. В 11 років батьки забрали Луїса зі школи, найняли йому репетитора.

## Кар'єра
Велику роль у започаткуванні бізнесу відіграв шоколадний торт, приготований Луїсом на 50-річчя своєї тітки, який мав величезний успіх. Хлопця часто просили приготувати такий торт на різні свята, вечірки і тоді він зрозумів, що шоколад — це його майбутнє. Започаткування бізнесу не було в планах Луїса, а відкриття компанії Chocolit було скоріше необхідністю, ніж заповітною мрією.
Спочатку всі замовлення виконувались на кухні сім'ї Барнеттів, де юному шоколатьє допомагали батьки. Коли замовлення поступали переважно від друзів та рідних ніяких проблем не виникало, але слава про майстерність Луїса розповсюджувалась, почали з'являтись замовлення від сторонніх клієнтів, які часто просили виписувати їм квитанції про оплату. Тоді Луїс зареєстрував свою компанію, спочатку це була та сама кухня, не було ніяких потужностей та великих можливостей, але через 2 роки Барнетт переїхав на свою першу професійну фабрику.
На початку найбільшою складністю виявилось те, що Луїса довго не хотіли сприймати всерйоз, дивились як на недосвідчену дитину, та згодом вік перетворився на перевагу, адже люди бачили, чого він досяг і бачили потенціал. Подорослішати молодому бізнесмену довелось швидко, адже «якщо ти робиш помилку, ти втрачаєш гроші і довіру». Та й працювати прийшлось дуже багато — 7 днів на тиждень по 13-14 годин на день. На щастя, батьки Луїса завжди підтримували його у всіх починаннях, а тепер, коли бізнес став серйознішим, приєднались до управління ним: батько контролює технологічний процес на фабриках, а мама займається зовнішніми зв'язками. Сім'я на досягнутому зупинятись не думає, планують розширити експорт своїх товарів.
Крім шоколадного бізнесу Луіс є знавцем шампанського та фотографом-аматором.

## Chokolit
Компанія була заснована в 2005 році, Луїсу було надано грант на £5,000 і £500 позики від дідуся та бабусі на закупівлю механізму для регулювання температури шоколаду. Назва компанії символізує те, як вимовляв Луїс слово «шоколад» через його хворобу дислексію.
Через деякий час Луїс мусив переїхати з дому батьків, адже ставало все важче справлятись зі всіма замовленнями. Професійна фабрика в м. Бриджнорт, графство Шропшир офіційно відкрилась 14 грудня 2007 року. Наразі Луїс працює зі своїми батьками і експортує шоколад до багатьох країн світу. Крім цього, Барнетт є наймолодшим постачальником шоколаду в супермаркети Waitrose (з 13 років) та Sainsbury's (з 14 років)
Компанія знана своєю високою якістю. Для виробництва шоколаду не використовують пальмову олію, добавки, штучні ароматизатори та кольори.